# روني جيمس
روني جيمس (بالإنجليزية: Ronnie James)‏ (8 أكتوبر 1917 بسوانزي في المملكة المتحدة - 12 يونيو 1977) هو ملاكم بريطاني، صنّف ضمن فئة وزن الخفيف.

## إحصائيات
خاض خلال مسيرته 136 نزالا، فاز في 114 وتعادل في 5 وخسر في 17. فاز بالضربة القاضية في 61 نزالا.

## روابط خارجية
- روني جيمس على موقع بوكس ريك (الإنجليزية) (registration required)